# Irshad Manji

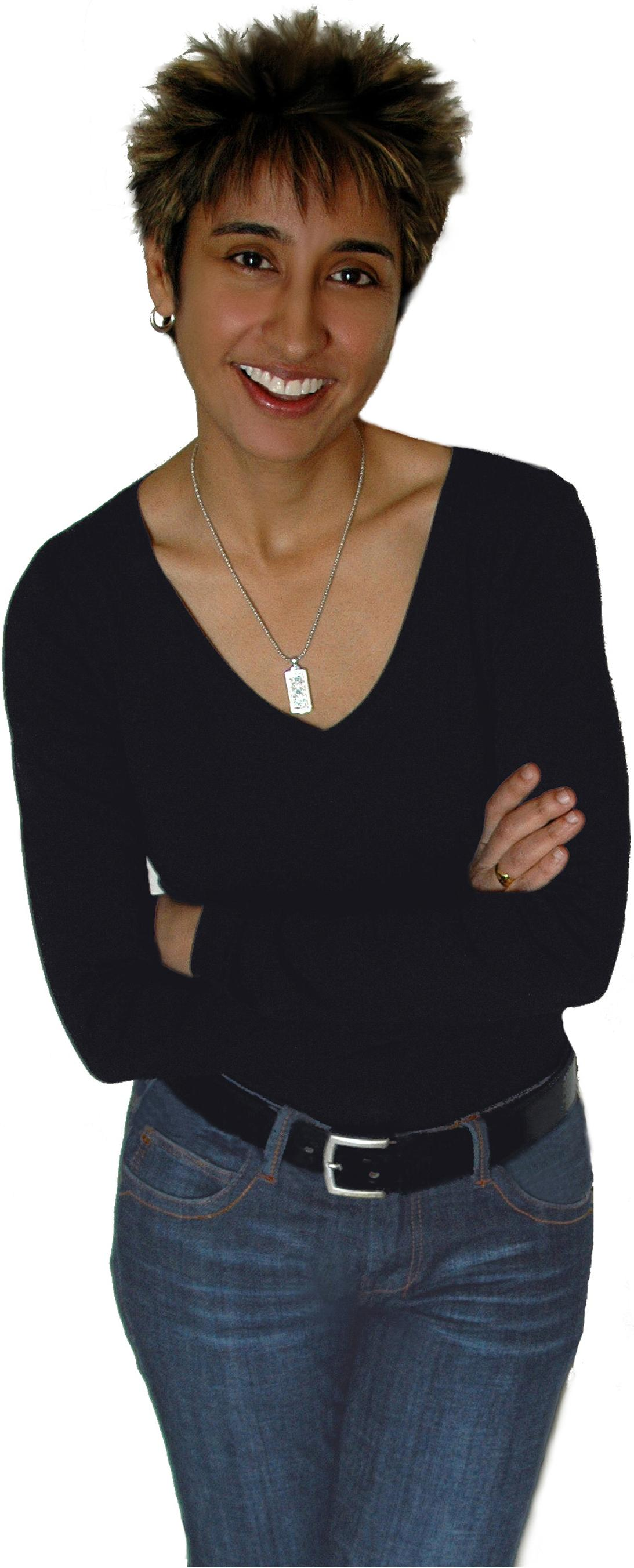
Irshad Manji, 2007

Irshad Manji (* 1968 in Uganda) ist eine kanadische Autorin, Journalistin und Aktivistin gegen den Islamismus.

## Leben
Irshad Manji wurde 1968 als Tochter eines Inders und einer Ägypterin in Uganda geboren. Die Familie zog drei Jahre später nach Kanada, als der Diktator Idi Amin alle Südasiaten aus Uganda vertrieb.
Irshad Manji ist Angehörige der Zwölfer-Schia, bekennende Feministin und Lesbe. Entsprechend richtet sich ihre publizistische Tätigkeit vor allem gegen die Unterdrückung von Frauen und Homosexuellen in der islamischen Gesellschaft. Ihr Buch Der Aufbruch (engl. Originaltitel: The Trouble with Islam Today), in dem sie sich mit „der erniedrigenden Behandlung von Frauen durch Muslime, dem „Jew-bashing“, an dem sich ständig so viele Muslime beteiligen, und der anhaltenden Geißel der Sklaverei in von Islamisten regierten Ländern“ beschäftigt sowie das Existenzrecht Israels unterstützt, ist in 30 Sprachen erschienen. Die New York Times nennt sie „Osama bin Ladens größten Alptraum“. Sie ist Vertreterin des Idschtihad, der rationellen islamischen Rechtsfindung und „aufgeklärten“ Theologie.
Manji war Forschungsstipendiatin an der amerikanischen Universität Yale. Derzeit leitet sie als Senior Fellow der European Foundation for Democracy (Brüssel) das „Moral Courage Project“ in Zusammenarbeit mit der New York University.
Irshad Manji gehört zu den Unterzeichnern des Manifestes der 12 gegen den Islamismus als neue totalitäre Bedrohung. Sie ist Mitinitiatorin der „St. Petersburg Declaration“ säkularer Muslime vom 5. März 2007.
Ihr 2011 erschienenes Buch Allah, Liberty and Love wurde in Malaysia verboten, da es „den Islam beleidige“ und Ansichten enthalte, die „die Gesellschaft fehlleiten könnten“, so das malaysische Innenministerium. Bei einer Promotiontour für das Buch brach die Polizei in der indonesischen Hauptstadt Jakarta eine Rede von ihr nach 15 Minuten ab, nachdem Anhänger der Front Pembela Islam („Front der Verteidiger des Islam“) sich in dem dortigen Kulturzentrum versammelten und das Ende der Veranstaltung forderten. Die Aktivisten warfen ihr vor, Homosexualität unter den Muslimen zu fördern.

## Werke
- Der Aufbruch – Plädoyer für einen aufgeklärten Islam. Eichborn 2003, ISBN 3-8218-5567-3. (Taschenbuchausgabe bei dtv, München 2005, ISBN 3-423-34193-9)
- mit Amina Wadud: Frauen im Islam – feministische Orientierungen und Strategien für das 21. Jahrhundert, hrsg. von der Friedrich-Ebert-Stiftung, 2009 (PDF)
- Allah, Liberty and Love: The Courage to Reconcile Faith and Freedom. Free Press, 2011, ISBN 978-1-4516-4520-0